# Intensywność umieralności
intensywność umieralności (natężenie wymierania, ang. force of mortality) – wielkość wyrażająca śmiertelność dla danego wieku
{\displaystyle \mu _{x}=\lim _{\Delta x\to 0}{\frac {Pr(x<X<x+\Delta x|X>x)}{\Delta x}}.\;}
Prawdopodobieństwo występujące w powyższym wzorze można wyrazić za pomocą funkcji przeżycia {\displaystyle s(x)} ({\displaystyle s(x)} – prawdopodobieństwo, że noworodek dożyje wieku {\displaystyle x})
{\displaystyle Pr(x<X<x+\Delta x|X>x)={\frac {s(x)-s(x+\Delta x)}{s(x)}}.\;}
Po podstawieniu otrzymuje się
{\displaystyle \mu _{x}=\lim _{\Delta x\to 0}{\frac {s(x)-s(x+\Delta x)}{s(x)\Delta x}}=-{\frac {s'(x)}{s(x)}}=-{\frac {d}{dx}}\ln s(x).\;}
Intensywność umieralności można również wyrazić w terminach prawdopodobieństw oznaczanych w naukach aktuarialnych symbolem {\displaystyle {}_{t}p_{x}} ({\displaystyle {}_{t}p_{x}} – prawdopodobieństwo, że {\displaystyle x}-latek przeżyje {\displaystyle t} lat)
{\displaystyle \mu _{x+t}=-{\frac {{\frac {d}{dt}}{}_{t}p_{x}}{{}_{t}p_{x}}}=-{\frac {d}{dt}}\ln {}_{t}p_{x}\;}